# فيلانوفا كانافيز
فيلانوفا كانافيز؛ هي بلدية (بلدية) في مدينة تورينو الحضرية في المنطقة الإيطالية بيدمونت، وتقع على بعد حوالي 25 كيلومتر (16 ميل) شمال غرب تورين. تقع فيلانوفا كانافيز على حدود البلديات التالية: Mathi و نول وكَبير وكافاس وفيانو .